# Eccellenza Calabria 2015-2016
Nella stagione 2015-2016 l'Eccellenza è il quinto livello del calcio italiano (il massimo livello regionale).
La squadra detentrice del titolo è la Palmese salita in Serie D.

## Squadre partecipanti
| Club                  | Città                                           | Stadio                        |
| --------------------- | ----------------------------------------------- | ----------------------------- |
| Acri                  | Acri (CS)                                       | Stadio Pasquale Castrovillari |
| Brancaleone           | Brancaleone (RC)                                | Stadio Pasquale Borrello      |
| Castrovillari         | Castrovillari (CS)                              | Stadio Mimmo Rende            |
| Cittanovese           | Cittanova (RC)                                  | Stadio Comunale Santa Maria   |
| Comprensorio Montalto | Montalto Uffugo (CS)                            | Stadio Comunale               |
| Cutro                 | Cutro (KR)                                      | Stadio Comunale di Cutro      |
| Gallico Catona        | Gallico e Catona (quartieri di Reggio Calabria) | Stadio Giuseppe Lopresti      |
| Isola Capo Rizzuto    | Isola Capo Rizzuto (KR)                         | Stadio Sant'Antonio           |
| Paolana               | Paola (CS)                                      | Stadio Eugenio Tarsitano      |
| Reggiomediterranea    | Reggio Calabria                                 | Stadio Porco Longo Bovetto    |
| Roggiano              | Roggiano Gravina (CS)                           | Stadio Ernesto Termine        |
| Sambiase              | Lamezia Terme (CZ)                              | Stadio Guido D'Ippolito       |
| Scalea                | Scalea (CS)                                     | Stadio Domenico Longobucco    |
| Sersale               | Sersale (CZ)                                    | Stadio Ferrarizzi             |
| Taurianovese          | Taurianova (RC)                                 | Stadio Tony Battaglia         |
| Trebisacce            | Trebisacce (CS)                                 | Stadio Giuseppe Amerise       |

## Classifica
|  | Pos. | Squadra               | Pt | G  | V  | N | P  | GF | GS  | DR   |
|  | ---- | --------------------- | -- | -- | -- | - | -- | -- | --- | ---- |
|  | 1.   | Sersale               | 65 | 30 | 20 | 5 | 5  | 52 | 18  | +34  |
|  | 2.   | Castrovillari         | 63 | 30 | 18 | 9 | 3  | 53 | 21  | +32  |
|  | 3.   | Scalea                | 59 | 30 | 17 | 8 | 5  | 52 | 24  | +28  |
|  | 4.   | Paolana               | 55 | 30 | 18 | 2 | 10 | 60 | 32  | +28  |
|  | 5.   | Cittanovese           | 52 | 30 | 15 | 7 | 8  | 61 | 28  | +33  |
|  | 6.   | Sambiase              | 50 | 30 | 15 | 5 | 10 | 54 | 37  | +17  |
|  | 7.   | Isola Capo Rizzuto    | 50 | 30 | 14 | 8 | 8  | 55 | 26  | +29  |
|  | 8.   | Gallico Catona        | 42 | 30 | 12 | 6 | 12 | 39 | 40  | -1   |
|  | 9.   | Roggiano              | 41 | 30 | 12 | 5 | 13 | 42 | 43  | -1   |
|  | 10.  | Acri                  | 40 | 30 | 11 | 7 | 12 | 48 | 37  | +11  |
|  | 11.  | Trebisacce            | 39 | 30 | 10 | 9 | 11 | 45 | 42  | +3   |
|  | 12.  | Cutro                 | 38 | 30 | 10 | 8 | 12 | 34 | 39  | -5   |
|  | 13.  | Reggiomediterranea    | 36 | 30 | 9  | 9 | 12 | 31 | 32  | -1   |
|  | 14.  | Brancaleone           | 34 | 30 | 9  | 7 | 14 | 39 | 45  | -6   |
|  | 15.  | Taurianovese          | 4  | 30 | 1  | 1 | 28 | 7  | 105 | -98  |
|  | 16.  | Comprensorio Montalto | -5 | 30 | 1  | 0 | 29 | 15 | 118 | -103 |

Legenda

      Promossa in Serie D 2016-2017.
      Ammessa ai play-off nazionali.
      Retrocesse in Promozione 2016-2017 dopo i play-out.
      Retrocesse in Promozione 2016-2017.

## Risultati

### Tabellone
|                              | Acr  | Bra  | Cas  | Cit  | Com  | Cut  | Gal  | Iso  | Pao  | Reg  | Rog  | Sam  | Sca  | Ser  | Tau  | Tre  |
| ---------------------------- | ---- | ---- | ---- | ---- | ---- | ---- | ---- | ---- | ---- | ---- | ---- | ---- | ---- | ---- | ---- | ---- |
| Acri                         | –––– | 1-2  | 1-1  | 0-1  | 3-0  | 3-1  | 4-1  | 0-0  | 2-0  | 3-0  | 1-2  | 1-1  | 1-2  | 3-0  | 5-0  | 2-1  |
| Brancaleone                  | 3-1  | –––– | 0-1  | 1-1  | 6-1  | 0-2  | 2-2  | 0-1  | 2-0  | 0-1  | 2-0  | 2-1  | 0-1  | 0-0  | 5-1  | 0-0  |
| Castrovillari                | 1-1  | 0-0  | –––– | 0-0  | 4-0  | 2-0  | 2-2  | 1-0  | 3-2  | 0-0  | 2-1  | 2-0  | 2-0  | 0-0  | 4-0  | 1-0  |
| Cittanovese                  | 4-1  | 5-0  | 1-2  | –––– | 5-0  | 2-1  | 2-0  | 1-2  | 2-0  | 1-0  | 4-1  | 1-1  | 2-1  | 1-2  | 3-0  | 5-4  |
| Comprensorio Montalto Uffugo | 0-2  | 2-5  | 2-5  | 0-8  | –––– | 0-13 | 1-2  | 0-4  | 1-9  | 0-2  | 0-2  | 1-4  | 0-2  | 0-6  | 1-2  | 0-3  |
| Cutro                        | 0-2  | 3-1  | 1-1  | 2-1  | 5-0  | –––– | 1-2  | 1-2  | 1-1  | 0-0  | 2-1  | 0-2  | 0-1  | 1-1  | 2-0  | 1-1  |
| Gallico Catona               | 3-1  | 2-0  | 0-1  | 1-1  | 5-0  | 1-2  | –––– | 0-1  | 1-3  | 1-0  | 3-1  | 1-0  | 0-0  | 1-2  | 6-0  | 0-0  |
| Isola Capo Rizzuto           | 0-0  | 2-3  | 1-2  | 0-1  | 6-0  | 8-1  | 3-0  | –––– | 2-3  | 4-2  | 1-1  | 3-2  | 0-0  | 0-0  | 6-0  | 2-1  |
| Paolana                      | 1-0  | 3-0  | 0-0  | 1-0  | 5-1  | 3-1  | 2-0  | 1-2  | –––– | 2-0  | 3-1  | 2-1  | 2-1  | 0-2  | 4-0  | 2-0  |
| Reggiomediterranea           | 2-0  | 3-0  | 0-2  | 1-0  | 3-1  | 1-1  | 0-1  | 0-0  | 0-1  | –––– | 0-0  | 2-1  | 0-0  | 0-1  | 5-0  | 2-2  |
| Roggiano                     | 1-0  | 1-0  | 0-2  | 1-1  | 5-1  | 1-1  | 0-1  | 0-0  | 2-1  | 2-1  | –––– | 3-0  | 1-1  | 0-4  | 7-1  | 1-0  |
| Sambiase                     | 3-1  | 3-2  | 2-1  | 1-0  | 6-1  | 0-1  | 1-1  | 2-0  | 1-3  | 5-2  | 1-0  | –––– | 3-2  | 3-0  | 1-0  | 2-2  |
| Scalea                       | 2-1  | 1-1  | 2-1  | 3-3  | 3-0  | 1-0  | 2-0  | 0-0  | 1-0  | 3-0  | 4-1  | 1-1  | –––– | 2-1  | 7-0  | 1-0  |
| Sersale                      | 3-1  | 3-0  | 0-1  | 1-0  | 2-1  | 1-0  | 5-0  | 1-0  | 1-0  | 1-1  | 1-0  | 0-1  | 3-2  | –––– | 5-0  | 3-0  |
| Taurianovese                 | 0-4  | 0-0  | 1-6  | 0-4  | 0-1  | 0-2  | 0-2  | 0-2  | 0-4  | 1-3  | 0-1  | 0-4  | 0-2  | 0-2  | –––– | 1-2  |
| Trebisacce                   | 2-2  | 3-1  | 3-2  | 0-1  | 3-0  | 0-0  | 3-0  | 2-2  | 4-3  | 0-0  | 3-2  | 2-1  | 1-4  | 0-1  | 4-0  | –––– |

## Spareggi

### Play-off

#### Semifinali
| Squadra 1     | Risultato | Squadra 2   |
| ------------- | --------- | ----------- |
| Castrovillari | n.d.      | Cittanovese |
| Scalea        | 0 - 1     | Paolana     |

#### Finale
| Squadra 1     | Risultato | Squadra 2 |
| ------------- | --------- | --------- |
| Castrovillari | 1-0       | Paolana   |

Il Castrovillari accede agli spareggi nazionali.

### Play-out
Il play-out fra il Cutro e la Taurianovese (rispettivamente la dodicesima e la quindicesima classificata) non si disputa a causa di un distacco fra le due squadre maggiore di nove punti; di conseguenza la Taurianovese retrocede direttamente in Promozione.

#### Semifinali
| Squadra 1          | Risultato  | Squadra 2   |
| ------------------ | ---------- | ----------- |
| Reggiomediterranea | 2-1 d.t.s. | Brancaleone |

Il Brancaleone retrocede in Promozione.

## Verdetti finali
- Sersale promossa in Serie D 2016-2017.
- Castrovillari promossa in Serie D 2016-2017 dopo i play-off.
- Brancaleone retrocessa in Promozione 2016-2017 dopo i play-out.
- Taurianovese e Comprensorio Montalto retrocesse direttamente in Promozione 2016-2017.